# Joachim Hösler
Joachim Hösler (* 22. September 1961 in Forchheim) ist ein deutscher Historiker und Hochschullehrer.

## Leben und Wirken
Hösler studierte in Bamberg und Marburg Geschichte, Politikwissenschaft, Soziologie und Slawische Sprachen. 1995 erfolgte seine Promotion zum Dr. phil. bei Hans Lemberg an der Philipps-Universität Marburg mit einer Arbeit über die Entwicklung der sowjetischen Geschichtswissenschaft. Von 1994 bis 1999 war er wissenschaftlicher Mitarbeiter Lembergs am Seminar für Osteuropäische Geschichte. Er habilitierte sich 2004 mit einer Arbeit über die Anfänge nationaler Differenzierungsprozesse und war von 2004 bis 2010 Privatdozent an der Universität Marburg.
Nach der Schließung des Fachgebiets Osteuropäische Geschichte an der Philipps-Universität begann Hösler als Lehrer für Geschichte, Politik und Wirtschaft zu arbeiten. Seine im Referendariat gemachten Erfahrungen schildert er in einem 2017 veröffentlichten Aufsatz.
Hösler lehrt seit 2010 als außerplanmäßiger Professor für Neuere und Osteuropäische Geschichte an der Universität Marburg. Außerdem ist er Lehrer an der Blindenstudienanstalt Marburg und unterrichtet dort Politik & Wirtschaft und Geschichte.

## Schriften (Auswahl)
Monographien
- Die sowjetische Geschichtswissenschaft 1953 bis 1991. Studien zur Methodologie- und Organisationsgeschichte (= Marburger Abhandlungen zur Geschichte und Kultur Osteuropas. Bd. 34), Sagner, München 1995 (Zugleich: Philipps-Universität Marburg, Dissertation, 1995), ISBN 978-3-87690-575-4.
- Von Krain zu Slowenien. Die Anfänge der nationalen Differenzierungsprozesse in Krain und der Untersteiermark von der Aufklärung bis zur Revolution, 1768 bis 1848 (= Südosteuropäische Arbeiten. Bd. 126), Oldenbourg, München 2006, ISBN 978-3-486-57885-0.
- Slowenien. Von den Anfängen bis zur Gegenwart (= Ost- und Südosteuropa. Geschichte der Länder und Völker), Pustet, Regensburg 2006, ISBN 978-3-7917-2004-3.

Herausgeberschaften
- mit Wolfgang Kessler: Finis mundi – Endzeiten und Weltenden im östlichen Europa. Festschrift für Hans Lemberg zum 65. Geburtstag. Für die Schülerinnen und Schüler (= Quellen und Studien zur Geschichte des östlichen Europa. Bd. 50), Steiner, Stuttgart 1998, ISBN 978-3-515-07100-0.
- mit Mitja Ferenc: Spurensuche in der Gottschee. Deutschsprachige Siedler in Slowenien. Deutsches Kulturforum östliches Europa, Potsdam 2011, ISBN 978-3-936168-53-2.
- Ehe die Spuren völlig verwehen.... Kolonistenschicksale im Südosten Europas. Von Margit Dautermann-Hauck, Hamburg 2025, ISBN 978-3-8192-7673-6.